# Driekusman
Driekusman is een dans die in het oosten van Nederland populair is. Het liedje bij de dans gaat over een onmogelijke liefde. Driekusman mag niet met Hendrieksken omgaan:
De tekst: 
Wol ik wel 's wetten van de Driekusman, de Driekusman, de Driekusman,
Va en moo dee wilt miej sloan,
'k mag neet met Hendrieksken goan
Driekusman, driekusman,
drei oe 's umme en kiek miej 's an